# Those Boys!
Those Boys! è un cortometraggio muto del 1909 scritto e diretto da David W. Griffith. Prodotto e distribuito dalla Biograph, aveva come interpreti Anita Hendrie, Linda Arvidson (moglie del regista), Clara T. Bracy, Florence Lawrence, Dorothy West.

## Trama
Due ragazzi trovano in casa una pistola che il padre teneva nascosta. I due si mettono a giocare con l'arma senza rendersi conto che dall'altra parte della porta ci sono le loro sorelle. I genitori, messi in allarme dalla sparizione della pistola, riescono ad evitare che il gioco si trasformi in tragedia.

## Produzione
Il film fu prodotto dall'American Mutoscope & Biograph.

## Distribuzione
Il copyright del film, richiesto dall'American Mutoscope and Biograph Co., fu registrato il 19 gennaio 1909 con il numero H121795.
Distribuito dall'American Mutoscope & Biograph, il film - un cortometraggio di quattro minuti - uscì nelle sale statunitensi il 18 gennaio 1909; nelle proiezioni, veniva programmato con il sistema dello split reel, accorpato in un'unica bobina con un altro cortometraggio prodotto dalla Biograph e diretto da Griffith, The Criminal Hypnotist.
Non si conoscono copie ancora esistenti della pellicola che viene considerata presumibilmente perduta.